# 西里士滿 (佛羅里達州)
西里士滿（英語：Richmond West）是位於美國佛羅里達州邁阿密-戴德縣的一個人口普查指定地區。

## 地理
西里士滿的座標為25°36′37″N 80°25′40″W / 25.61028°N 80.42778°W，而該地最高點為海拔高度2米（即7英尺）。

## 人口
根據2010年美國人口普查的數據，西里士滿的面積為11.00平方千米，當中陸地面積為10.80平方千米，而水域面積為0.20平方千米。當地共有人口28062人，而人口密度為每平方千米2,551人。